# Protoryx
La protorice (gen. Protoryx) è un mammifero artiodattilo estinto, appartenente ai bovidi. Visse nel Miocene medio - superiore (circa 17 - 7 milioni di anni fa) e i suoi resti fossili sono stati ritrovati in Europa, in Asia e forse in Africa.

## Descrizione
Di grande taglia, questa antilope arcaica possedeva un muso alto e stretto, angolato a circa 90° rispetto alla volta cranica allungata. Le corna erano diritte o leggermente inclinate all'indietro, più o meno ricurve e di sezione ellittica; non erano dotate di carene, erano compresse lateralmente e divergenti. I molari di Protoryx erano sub-ipsodonti (ovvero a corona relativamente alta) con pilastri basilari. In generale l'aspetto di questo animale doveva assomigliare abbastanza a quello di una capra (Capra hircus).

## Classificazione
Il genere Protoryx venne istituito da Major nel 1891, sulla base di resti fossili ritrovati a Samos in terreni di fine Miocene. La specie tipo è Protoryx carolinae, ma a questo genere sono state in seguito attribuite numerose specie di bovidi miocenici, e si è creata una certa confusione con il genere Pachytragus. A tutti gli effetti, studi recenti non definiscono con chiarezza una distinzione tra i due generi, e molte di queste specie sarebbero da ridescrivere e riattribuire a nuovi generi. Ad esempio le specie P. enanus del Miocene medio della Turchia, e P. solignaci, sempre del Miocene medio della Tunisia, potrebbero non essere attribuibili né a Pachytragus né a Protoryx. Al genere Protoryx è stata attribuita anche la specie P. crassicornis, ritenuta in precedenza la specie tipo di Pachytragus. Nel 2011 è stata invece descritta una specie proveniente dal Miocene superiore della Russia (P. tuvaensis).
In ogni caso, dal gruppo Protoryx/Pachytragus sembrerebbero essere derivate le capre attuali (Caprini), anche se non è chiaro quando e dove esattamente sia cominciata questa radiazione evolutiva. Altri studiosi ritengono che Protoryx e Pachytragus possano essere membri degli Hippotragini.

## Paleobiologia
Protoryx e Pachytragus sembrerebbero essere stati animali adatti a una dieta mista, costituita sia da piante tenere che da piante più coriacee.